# São Francisco de Paula no Monti (diaconia)
São Francisco de Paula no Monti (em latim, S. Francisci a Paula ad Montes) é uma diaconia instituída em 7 de junho de 1967 pelo Papa Paulo VI, por meio da constituição apostólica Decessores nostri. Sua igreja titular é San Francesco di Paola ai Monti.

## Titulares protetores
- Alexandre-Charles-Albert-Joseph Renard, título pro illa vice (1967-1976)
- Joseph Marie Trinh-nhu-Khuê, título pro illa vice (1976-1979)
- Pietro Pavan (1985-1994)
- Vacante (1994-2003)
- Renato Raffaele Martino (2003-2024)